# 下布尔巴克
下布尔巴克（法語：Bourbach-le-Bas，法語發音：[buʁbak lə ba] ⓘ）是法国上莱茵省坦恩-盖布维莱尔区的一个市镇，与上布尔巴克相邻。

## 地理
下布尔巴克（47°46'27"N, 7°3'36"E）面积6.04 平方千米，位于法国大東部大區上莱茵省，该省份为法国东部内陆省份，是阿尔萨斯的一部分，今与下莱茵省组成了阿尔萨斯欧洲集体，其北临下莱茵省，西接孚日省，西南接贝尔福地区省，东侧沿莱茵河与德国相望，南与瑞士接壤。
与下布尔巴克接壤的市镇（或旧市镇、城区）包括：上布尔巴克、拉默斯马特、罗德伦、劳镇、盖沃奈姆、森泰姆、马斯沃-尼德布吕克。
下布尔巴克的时区为UTC+01:00、UTC+02:00（夏令时）。

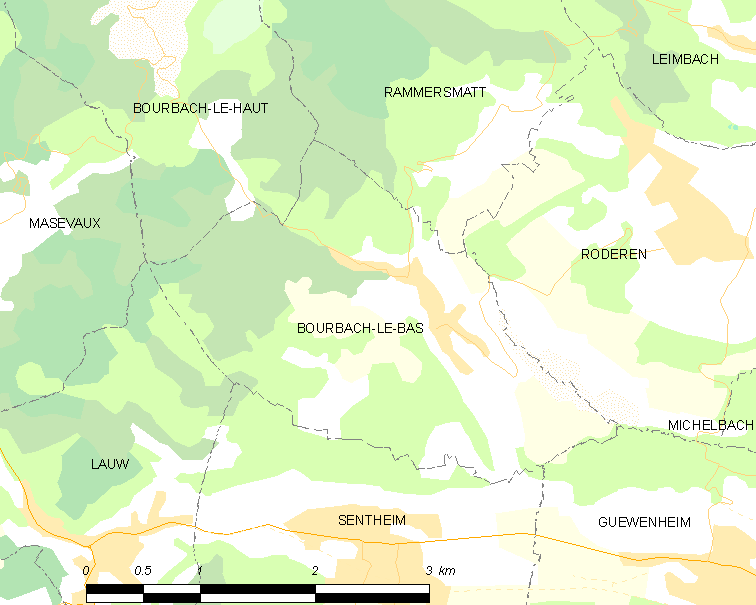
下布尔巴克的OSM定位图

## 行政
下布尔巴克的邮政编码为68290，INSEE市镇编码为68045。

## 政治
下布尔巴克所属的省级选区为塞尔奈县。

## 人口

1962-2008年间下布尔巴克人口变化图示

下布尔巴克于2022年1月1日时的人口数量为555人。